# Lauro (goleiro)
Lauro Júnior Batista da Cruz, mais conhecido como Lauro (Andradina, 3 de setembro de 1980), é um ex-futebolista brasileiro naturalizado italiano que atuava como goleiro. 

## Carreira

### Início
Na infância, Lauro praticou diversos esportes, como vôlei, basquete, futsal e atletismo. Por volta dos 13 anos, passou a defender o time de veteranos do bairro. Após um jogo em Andradina, um torcedor da Ponte Preta o convidou para fazer um teste no time de Campinas. A avaliação, porém, demorou, e Lauro, com 15 anos, ficou treinando com um amigo por seis meses. Quando a avaliação chegou, Lauro foi aprovado para o time juvenil. Foram mais de nove anos em Campinas, até ser contratado pelo Cruzeiro em 2006. No ano seguinte, porém, uma lesão abreviou sua passagem por Minas. Em 2008, chegou ao Sertãozinho, para disputar o Paulistão da Série B. Enquanto isso, no Internacional, os goleiros Renan e Muriel pegaram hepatite, forçando o clube a procurar um novo jogador para a posição. Lauro foi o escolhido.

### Internacional
Com menos de um ano no Inter, Lauro venceu a Copa Sul-Americana 2008, a Taça Fernando Carvalho, a Taça Fabio Koff e consequentemente o Campeonato Gaúcho.
No Internacional foi destaque da conquista da Copa Sul-Americana de 2008, sendo inscrito com a camisa 22, e conseguiu se firmar como titular da equipe, assumindo a vaga do ídolo colorado Clemer. Em 2009 seguiu como titular da equipe, sendo vice-campeão da Copa do Brasil, da Recopa Sul-Americana e do Campeonato Brasileiro.
Em 2010, foi inscrito na Libertadores com a camisa 1, porém perdeu a titularidade para Pato Abbondanzieri e depois perderia mais espaço com a chegada de Renan. Durante a Libertadores se envolveu em uma confusão, após o Inter eliminar o Estudiantes, e foi suspenso por três jogos. Mesmo assim se tornou campeão da Libertadores pelo clube colorado. Depois foi cotado para não estar na lista de jogadores que disputaria o mundial, mas o treinador Celso Roth optou por levá-lo sendo inscrito com a camisa 23.

### Ponte Preta
No início de 2012, foi emprestado à Ponte Preta, clube que já havia defendido entre 2001 e 2005. Porém, perdeu espaço na equipe durante o Campeonato Paulista e acabou sendo dispensado em maio.

### Portuguesa
Voltou a treinar com o grupo principal do Inter em 2013. Contudo, sendo o quarto goleiro da equipe, Lauro acabou emprestado à Portuguesa até o fim do ano.

### Chapecoense
Após retornar de empréstimo da Portuguesa e ter rescindido seu contrato com o Internacional, Lauro assinou com a Chapecoense.
Após perder espaço para o titular do time, Lauro deverá ser emprestado para alguma equipe no decorrer do ano.

### Atlético Mineiro
No dia 29 de março de 2016, Lauro acertou com o Atlético Mineiro. O goleiro assinou com o clube até o final da Libertadores, para suprir a carência de goleiros na equipe após as lesões do titular Victor e, de seu reserva direto, Giovanni.

### Ceará
No dia 13 de junho de 2016, Lauro acertou com o Ceará, após não entrar em campo pelo Galo.

### Gols na carreira
|    | Data                | Local                              | Placar | Resultado | Clube       | Adversário | Gols | Competição            | Tipo   | Ref.  |
| -- | ------------------- | ---------------------------------- | ------ | --------- | ----------- | ---------- | ---- | --------------------- | ------ | ----- |
| 1. | 3 de agosto de 2003 | Campinas, Estádio Moisés Lucarelli | 1-1    | 1–1       | Ponte Preta | Flamengo   | 1    | Campeonato Brasileiro | Cabeça | [ 8 ] |
| 2. | 7 de agosto de 2013 | Brasília, Estádio Mané Garrincha   | 1-1    | 1–1       | Portuguesa  | Flamengo   | 1    | Campeonato Brasileiro | Cabeça | [ 8 ] |

## Títulos
Cruzeiro
- Campeonato Mineiro: 2006

Internacional
- Copa Sul-Americana: 2008
- Campeonato Gaúcho: 2009 e 2011
- Copa Libertadores da América: 2010

Ceará
- Campeonato Cearense: 2017